# Marko Ivović
Marko Ivović (em sérvio:  Марко Ивовић; 22 de dezembro de 1990) é um jogador de voleibol sérvio que atua na posição de ponteiro.

## Carreira
É membro da seleção sérvia e jogou pelo clube brasileiro EMS Taubaté Funvic na temporada 2017/18. Ao final da temporada, assinou contrato com o Lokomotiv Novosibirsk, time da primeira divisão do campeonato russo onde permaneceu por duas temporadas conquistando um título do campeonato nacional. Em abril de 2021, se transferiu para o Dínamo-LO.

## Títulos
Vojvodina Novi Sad
- Copa da Sérvia: 2009-10, 2011-12

Paris Volley
- Supercopa Francesa: 2013

- Taça CEV: 2013-14

Asseco Resovia
- Campeonato Polonês: 2014-15

Lokomotiv Novosibirsk
- Campeonato Russo: 2019-20

### Individual
- 2016: Liga Mundial – Melhor ponteiro
- 2016: Liga Mundial – MVP
- 2017: Liga Mundial – Melhor ataque
- 2018: Campeonato Mundial – Melhor saque
- 2021: Liga das Nações – Melhor recepção